# Elektrownia Wiatrowa Cisowo
Elektrownia Wiatrowa Cisowo – elektrownia wiatrowa znajdująca się w Cisowie (woj. zachodniopomorskie). Znajdują się tu dwie farmy wiatrowe. Pierwsza powstała w 1999 roku i składa się z 5 wiatraków. Jej łączna moc wynosi 0,66 MW. Druga farma została uruchomiona wiosną 2001 roku, w jej skład wchodzi 9 turbin, a jej łączna moc wynosi 18 MW. 